# 財産税法
財産税法（ざいさんぜいほう、昭和21年11月12日法律第52号）は、1946年（昭和21年）3月3日午前0時において国内に在住した個人の財産の全額、および国外在住の個人が国内に所有した財産に対して財産税を課すことに関する日本の法律である。

## 概要
連合国軍占領下の日本において執行された、戦時利得の没収を目的とする税法（一般財産税、臨時税）である。GHQの発した「戦時利得の除去及び国家財政の再編成に関する覚書」に基づいて、戦時補償を打ち切るための戦時補償特別措置法（昭和21年法律第38号）と併せて制定された。
本法の制定に先立ち、預金封鎖・新円切替と同時に執行された臨時財産調査令（昭和21年2月17日勅令第85号）で3月3日時点の財産（金融資産）を強制的に申告させており、本法ではこの調査結果に基づいて課税額を決定した。

## 構成
- 第1章 - 総則 （第1条 - 第11条）
- 第2章 - 課税価格、免税点及び税率 （第12条 - 第24条）
- 第3章 - 財産の評価 （第25条 - 第36条）
- 第4章 - 申告 （第37条 - 第39条）
- 第5章 - 納付 （第40条 - 第45条）
- 第6章 - 課税価格の更正及び決定 （第46条 - 第50条）
- 第7章 - 審査、訴願及び行政訴訟 （第51条 - 第54条）
- 第8章 - 物納及び延納 （第55条 - 第59条）
- 第9章 - 雑則 （第60条 - 第75条）
- 第10章 - 罰則 （第76条 - 第81条）
- 第11章 - 補則 （第82条）
- 附則

## 納税義務者
以下の各項に該当する者、およびその一般承継人。但し、命令で定める外国人には課税しない。
財産の全部に課税される者
- 戸籍法の適用を受ける個人で、調査時期（1946年3月3日午前0時）において、法律の施行地（本州、北海道、四国、九州および付属島嶼）に住所を有し、または1年以上居住していたもの。
- 戸籍法の適用を受ける個人で、調査時期後2年以内に施行地に住所を有し、または1年以上居住するもの。

法律の施行地に有していた財産に課税される者（制限納税義務者）
- 戸籍法の適用を受けない個人で、調査時期において法律の施行地に住所を有し、または1年以上居住していたもの。
- 以上の項目に該当しない個人で、調査時期において法律の施行地に財産を有していたもの。

## 税率
超過累進課税方式。同居家族は課税価格を合算した総額に対して税額を算出し、各人の課税価格に応じて按分する。なお、表記された当時（1946年）の金額は2020年時の同額と比較して約20倍の差がある。
| 課税価格                | 税率 |
| ----------------------- | ---- |
| 10万円超-11万円以下     | 25%  |
| 11万円超-12万円以下     | 30%  |
| 12万円超-13万円以下     | 35%  |
| 13万円超-15万円以下     | 40%  |
| 15万円超-17万円以下     | 45%  |
| 17万円超-20万円以下     | 50%  |
| 20万円超-30万円以下     | 55%  |
| 30万円超-50万円以下     | 60%  |
| 50万円超-100万円以下    | 65%  |
| 100万円超-150万円以下   | 70%  |
| 150万円超-300万円以下   | 75%  |
| 300万円超-500万円以下   | 80%  |
| 500万円超-1,500万円以下 | 85%  |
| 1,500万円超             | 90%  |